# Kovachich Márton György

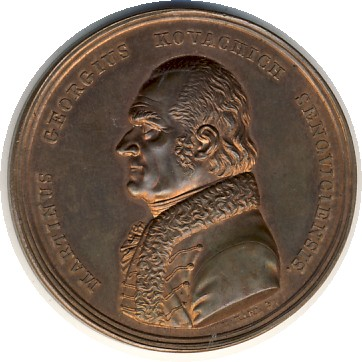
Kovachich Márton György portréja egy bronz érmén

Kovachich Márton György (Senkőc, 1744. november 9. – Buda, 1821. december 1.) jogtörténész, könyvtáros, forráskutató (diplomatikus).

## Élete

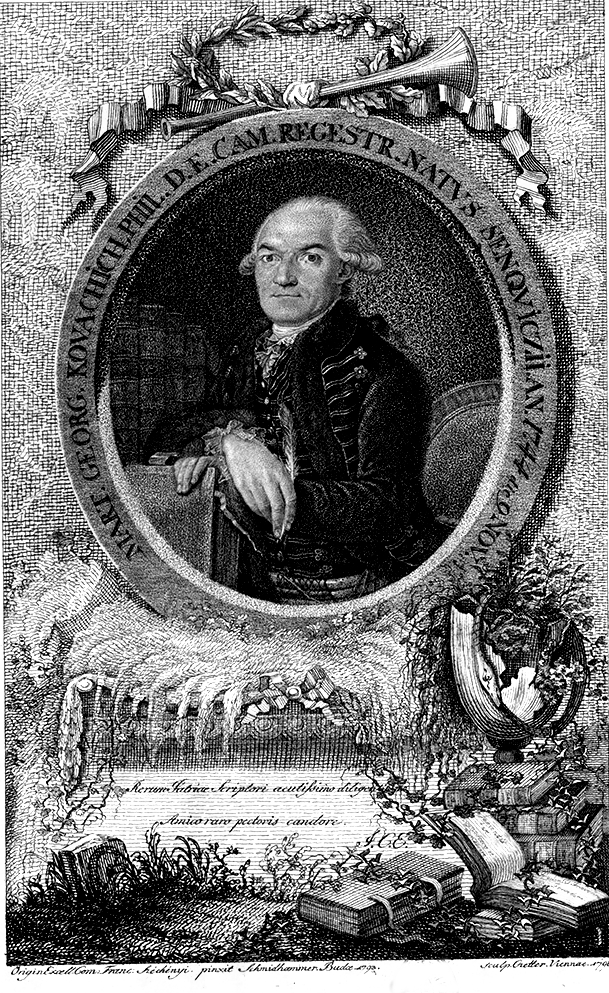
Kovachich Márton György

Pesti egyetemi tanulmányainak befejezése után a Nagyszombati Egyetemen filozófiát tanult. 1765-ben Itáliaba utazott. Hazatérve jogot és teológiát hallgatott, majd 1772-ben a Bécsi Egyetemen állam- és pénzügytant tanult. 1774-től az Egyetemi Könyvtárban írnok, később második őr lett. 1784-ben a királyi kincstárnál lajstromozónak nevezték ki. 1786-1787 között a felvilágosodás jegyében megszólaló első magyar tudományos hetilapnak, a Merkur von Ungarnnak a szerkesztője volt. 1810 és 1815 között felkereste az ország fontosabb állami, városi és magánlevéltárait, elsősorban jogtörténeti forrásanyagot gyűjtött. Az utazásra magával vitte a szinte még gyermek fiát is, Kovachich József Miklóst, aki később követte a pályáján.
Felesége Hajóssy Johanna volt, akinek halálakor Vitkovics Mihály és Bozóky Mihály verset írt.

## Munkássága
Munkájával megalapozta a magyar állam- és jogtörténeti forráskutatást. Foglalkozott a forráskiadás elméletének és a történelmi kutatás intézményesítésének, egy tudós társaság alapításának a kérdéseivel is.
Kolosváry Sándor szerint fiával a Corpus Juris Hungariciba fel nem vett 19 törvény (pl. II. Endre 1231. évi, IV. Béla 1267. évi, III. Endre 1291. évi, I. Mária 1385. évi és Zsigmond 1397. évi törvényeinek) felkutatásában „a legbuzgóbban s a legsikeresebben fáradozott”.
Kézirati gyűjteményét az Országos Széchényi Könyvtár őrzi.
Miskolczy Ambrus az egykori jozefinista jogtudóst, aki a magyar „jakobinusokkal” (Hajnóczy József, Batsányi János) is jó viszonyban állt, a „felvilágosodott rendiség” ideológusának nevezi.

## Főbb művei
- Entwurf zu einer Sammlung kleiner Schriften (1787);
- Dissertatio de religione (1787);
- Vestigia comitiorum (Pest, 1790);
- Solennia inauguralia (Pest, 1790);
- Institutum diplomatico-hungaricum (1790);
- Institutio grammato-phylacii (1792);
- Series chronologica diariorum (Buda, 1797);
- Scriptores rerum hungaricorum minores (I-II. Buda, 1798);
- Supplementum ad Vestigia Comitiorum… (I–III. Buda, 1798-1801);
- Formulae solennes styli in cancellaria… (Pest, 1799); Online
- Codex authenticus iuris tavernicalis (Buda, 1803);
- Sammlung kleiner, noch ungedruckter Stücke (Buda, 1805);
- Indices reales historici in decreta… (1806);
- Planum egy tökélletes magyar bibliographia és Szókönyv iránt (Kovachich József Miklóssal együtt, Pest, 1814);
- Codex juris decretalis ecclesieae hungaricae (I-II. Pest, 1815);
- Astraea, complectens subsidia literaria ad historiam legislationis, et jurisprudentiam Hungaricam (I-II., Kovachich József Miklóssal együtt; Buda, 1823) Tomus I. Tomus II.